# 垪和氏
垪和氏（はがし）は、美作国久米北条郡垪和（現・岡山県久米郡）から発祥した武家の氏族。同郡垪和郷を拠点とした。
家紋は丸に抱き茗荷。
垪和は、文献・文書により塀和・垪賀・羽賀・方賀・芳賀などと書かれたが、垪和氏の家系がこれらの名字を名乗る関係はなく、いずれも"垪和＝はが"が難読であることから来た仮借表記と見られる。

## 出自
古代垪和は、羽具部と呼ばれる矢柄・矢羽などを採集する部民の住む場所であった。
後の垪和武士団の核となる一族は代々垪和臣や賀茂臣を称する神官を務めていた。賀茂臣兵部頭正勝は京に出て菅原道真に仕えていたが、延喜元年（901年）の道真の左遷により帰郷、地名を以て宮尾氏を名乗る。久米郡賀茂郷が稲岡郷と垪和郷に別れた長徳年間（995年 - 999年）には宮尾太郎秀明が久米郡司となり、弟の二郎為廣が垪和臣経資の養子となって同じく地名を以て垪和氏を名乗った。（『垪和氏系図』）
治承元年（1177年）、鹿ケ谷の陰謀で平資行が久米郡に流されたのを看取ったのは宮尾三郎廣豊である。同時期、垪和郷と別れた稲岡郷にいた漆間氏の法然の父漆間時国が殺害され、また葛虫庄に原田（平）興方が流されて後の美作原田氏が成立している。

## 鎌倉時代
足利氏は建久6年（1195年）に垪和西郷地頭職を譲渡するなど、少なくとも鎌倉時代には垪和東郷・垪和西郷・稲岡南郷を所領として管理しており、垪和氏は垪和荘の現地における荘務代行者として鎌倉期以来足利氏に仕えたと見られる。

### 足利氏（室町幕府）との関わり
その縁で垪和氏は室町幕府の奉公衆となった。『文安年中番帳』五番に垪和筑前入道・垪和修理亮・垪和右京亮、『永享以来御番帳』五番に同三人、『常徳院御動座当時在陣衆着到』にも垪和右京亮が記されている。さらに垪和氏は室町時代に将軍側室、正室と深い関わりを持ち、それによって荘園代官など様々な権益を獲得した。
垪和氏は奉公衆として同じ幕臣との関わりが深く、出自である菅家党党首有元氏、太平記杉坂合戦でともに戦った美作角田氏も奉公衆、後北条氏臣下に見られる垪和氏は美作垪和氏が出自であり、同じ幕臣として当時奉公衆であった伊勢盛時（北条早雲）の駿河下向に従ったものと思われる。ただし、後北条氏の研究者である黒田基樹はその後、説を修正して堀越公方足利政知に従った奉公衆の垪和氏が、堀越公方の滅亡後に盛時に従って駿河国駿東郡の御厨地方を与えられたか、同地域で自立して国衆化して今川氏の傘下に入ったとしている。後に後北条氏と今川氏が対立すると垪和氏は後北条氏に付いたものの、河東一乱で御厨地方の支配権が後北条氏から今川氏に移ったために、関東に退いて後北条氏の被官になったとしている。今川氏の研究者である大石泰史も、河東一乱を機に後北条氏が葛山氏を介して（今川氏傘下であった）垪和氏を従属国衆を経て被官化していったとしている。

## 南北朝時代
美作国は担当守護が一定せず、美作を基盤とする安定勢力が出現しなかった為、南北朝の動乱から戦国時代の終焉まで、山名氏、赤松氏、尼子氏、浦上氏、毛利氏、宇喜多氏など周辺の大勢力の浮沈に常に巻き込まれ、在地勢力である垪和氏もその影響を受けた。
隠岐を脱出した後醍醐帝が伯耆船上山に在所した時駆けつけた侍に「美作国には菅家の一族・江見・方賀・渋谷・南三郷」（『太平記』巻第七 船上合戦事）と見えることから宮方として働き、同じ陣営に属した有元氏（美作菅家党の嫡流）より養子を迎え、有元（菅原）佐弘の末子・佐延が芳賀（垪和）太郎を名乗る。佐延には子・二郎佐保があり、佐保の孫・佐盛は粟井氏となった。
元弘の乱の戦功で垪和氏は真島郷（落合町日名付近）を賜った。（『垪和氏系図』）
南朝勢力は各地で軍事的に敗退し劣勢に陥ったが、足利幕府は観応の擾乱により分裂。直義派が南朝に降り、山名氏がその軍事的主力として中国地方に威を振った。結果、山名氏が明徳の乱で赤松氏にとって替られるまで美作は山名氏の支配下に入る。
垪和氏は直義、殺害された後は足利直冬＝山名派に属し、正平6年（1351年）「美作国の住人、芳賀・角田の者共相集て七百余騎、杉坂の道を切塞で、越後守（高師泰）を打留んとす。」と備中の合戦に打ち勝った高師泰が書写山の将軍と合流しようとするのを妨害して杉坂で戦って、「敵一たまりもたまらず、谷底へまくり落て、大略皆討れにけり。」（『太平記』巻第二十九 越後守自石見引返事）という大敗を喫した。
この後も垪和氏は山名氏の下南朝方として働き、鶴田城主羽賀美濃守祐房（佐房?）の子垪和助盛（佐盛）が山名義氏に従って多くを領し、吉野郡粟井城に居して粟井氏となっている。

## 室町時代
宮方として活動した垪和氏だが、南朝勢力が後退した室町期には奉公衆として将軍家の側近く仕え、その縁で荘園代官などの権益を獲得した。
応永8年（1401年）から同15年（1408年）まで垪和弾正左衛門為清が足利義満側室西御所の強い後押しで新見荘領家方代官を請け負う。（『備中国新見庄史料』）
応永28年（1421年）、垪和右京亮持為は裏松（日野）栄子の熊野参詣、および義持の伊勢参宮に近習として同行（『花営三代記』）。
応永32年（1425年）、垪和四郎為信は造営奉行の一人として吉備津宮本殿を再建。（『吉備津神社記』）
永享から文明にかけて、垪和右京亮が万里小路家が領家職を有していた真嶋荘の代官を勤める。（『建内記』永享十二年正月八日条など）
嘉吉元年（1441年）、赤松満祐が将軍義教を弑逆して反乱した嘉吉の乱に際し、奉公衆の故を以て垪和氏は備前松田氏とともに攻撃対象となる。赤松勢が播磨から美作国久米郡垪和右京亮の城に攻め入り、城衆は城に火を放ち退散。これに応じて、垪和右京亮は京より現地に進発。（『建内記』嘉吉元年八月十四日条）
文明17年（1476年）頃、南北朝時代末に真嶋荘を本領としていた後藤氏が九州少弐氏との戦役で一族が戦死したのを機に、垪和氏が闕所として訴訟を起こして将軍御領所としその代官職を獲得したことに関し、当時代官を務めていた垪和筑前守を批難している。（『蔭涼軒日録』文明十七年九月五日条』）
長禄2年（1458年）、足利義政の異母兄足利政知が東国に下向した際（堀越公方）に奉公衆の垪和氏が同行したとする説がある。
寛正7年（1466年）2月の足利義政・日野富子夫妻の飯尾亭御成、および文明11年（1479年）9月の日野富子伊勢神宮参拝に垪和筑前守が近習として同行。（『斉藤親基日記』『長興宿禰記』）
文明10年（1478年）2月、義政一家の細川亭御成に垪和筑後守元為、垪和与次郎政為が近習として同行。（『後鏡』所収「伊勢家書」）
長享3年（1489年）、鹿苑院月忌始を見物するために相国寺を訪れた日野富子の御伴衆の一人として垪和右京亮。（『蔭涼軒日録』長享三年四月二十六日条）

## 戦国時代
長享元年（1487年）当時奉公衆であった伊勢盛時（北条早雲）が、今川家家督に龍王丸（今川氏親）をつけるため駿河国に下向、石脇城に入って兵を募り、駿河館を襲撃して範満とその弟（もしくは甥）小鹿孫五郎を殺し氏親家督の道筋をつけ、盛時はそのまま現地勢力となった。
明応2年（1493年）、細川政元による明応の政変で将軍足利義材が追放された。同年、替って将軍となった足利義澄の命で伊勢盛時（北条早雲）は伊豆堀越公方を攻撃し伊豆を制圧して後の戦国大名後北条氏となっていった。のちに後北条臣下として現れる垪和氏は、同じ幕臣の遠山氏、大道寺氏ら御由緒六家、大和氏らとともに盛時に従って下向したとする説と堀越公方の奉公衆であったものが、盛時率いる今川軍に降伏して今川臣下になったとする説がある。
大永4年（1524年）、垪和八郎為長は鶴田城を修築すると共に、和田神社を武男神社と改称した。
天文元年（1532年）、尼子経久の軍勢が侵攻し、後に垪和氏と縁戚関係を結ぶ原田氏ら周辺豪族を傘下に取り入れ美作を勢力下に置くも、天文十二年（1543年）に原田氏の勢力は敗れて壊滅し、尼子勢力は一旦後退した。
時期は不明ながら為長は鹿田荘（旧落合町、太平記に見える南三郷）を巡る三浦氏との戦闘で死亡し、その墓は真庭市田原山上安友に残った。
天文11年（1541年）に駿河国御厨の垪和又太郎氏続が後北条氏の文書に登場する。これが後北条家臣として垪和氏が登場する初出であること、垪和氏が拠点とする御厨は4年後の河東一乱の終結で今川領に編入されるため、この戦いで後北条氏に味方した垪和氏が今川氏に所領を奪われたために関東に退いて後北条氏の被官化したとするのが近年の新説である。
天文13年（1544年）、尼子晴久が再び美作に進出し、垪和の二上山に高陣城を築いて美作制圧の拠点とした。この天文13年の尼子侵攻時に降伏した武家に垪和氏の名は見えず竹内氏になっており（『備前軍記』巻第二 出雲の尼子勢が美作に進出する事）、この間に垪和武士団の首領は竹内氏に移ったと思われる。
天文22年（1553年）、美作を巡る尼子氏と浦上氏、両軍万単位の大規模戦闘に竹内氏は浦上方として参加した。（『備前軍記』巻第二 浦上宗景が尼子晴久と美作で合戦の事）
永禄3年（1561年）、尼子晴久が死に、尼子氏の勢力が後退しはじめると、垪和武士団は毛利氏方に立って勢力を鏡野・院庄など美作中央部に拡大し、最盛期を迎えた。
永禄9年（1566年）備中を統一し、備前・美作を制する勢いであった三村家親が、垪和に隣接する籾村の佛頂山興善寺に在陣中暗殺された。
天正7年（1579年）、宇喜多氏の侵攻で垪和郷一帯は毛利氏勢力と宇喜多氏勢力の角逐の場となり、垪和一党・岸氏らは毛利氏の支援を受け、激しい城砦戦を繰り広げた末、天正8年（1580年）最終的に高城を攻略され、同地の武士団としての垪和氏一党は勢力を失った。

## 竹内氏
竹内（たけのうち）氏が記録上はっきりと現れるのは鶴田城主垪和為長の子竹内善十郎為能からで、為長の兄弟為就が杉山氏を称し、両氏は緊密な関係を保った。垪和一党が毛利方として勢力を拡張した頃から、垪和武士団の代表を務めていたのは専ら竹内・杉山氏である。
天文元年（1532年）、竹内久盛が竹内流を開眼、垪和郷陥落後、子の竹内久勝が全国を武者修行し名声を確立。京と垪和双方を基点に技を広め、日本柔術の祖となる。
竹内氏の系図では、室町幕府の執奏で堂上家に列せられた清和源氏義光流の京都竹内氏（竹内家）から、竹内重治のとき別れた庶流が垪和竹内氏とされており、江戸時代から明治時代にかけて両家は交流を持ち、家系を一体化して垪和竹内氏も士族に編入された。
弘化4年（1847年）京都の堂上公卿竹内惟賢からの沙汰で、竹内杉山両家の代表は上洛し、竹内邸で竹内流古武道宗家竹内久親が江戸幕府に提出した『日下開山竹内系図江戸書上』の控と『京都公卿竹内家系譜』を引き合わせ、垪和の竹内杉山両家は、公卿竹内家の分家であることを確認、同時に惟賢自身が垪和竹内一族を訪問した。
惟賢は明治維新（1867年）では華族となり子爵に序せられる。
1893年（明治26年）、鶴田竹内家では、京都子爵家を訪ねて古記録を照会し、両家先祖は同一であるとし、鶴田竹内一族の従来の家紋抱き茗荷を京都竹内子爵家の家紋笹龍胆に改める。同年7月、角石谷村の竹内杉山両家は竹内子爵家の同族であるということから岡山県士族に編入。
1900年（明治33年）春、竹内惟忠子爵は垪和鶴田を訪れ、竹内杉山一族が款待。
1901年（明治34年）7月6日、境村竹内新平・才三郎他四戸が竹内子爵一族の故を以て岡山県士族に編入。

### 家系図
|          |          |          |          |          |          |  |  | 垪和氏           | 垪和氏           | 垪和氏           | 垪和氏           | 垪和氏           | 垪和氏           |  |  |          |          |          |          |          |          |  |  |          |          |          |          |          |          |  |  | 京都竹内家 | 京都竹内家 | 京都竹内家 | 京都竹内家 | 京都竹内家 | 京都竹内家 |  |  |          |          |          |          |          |          |  |  |  |  |  |  |  |  |  |  |  |  |  |  |  |  |  |  |  |  |  |  |  |  |
|          |          |          |          |          |          |  |  | 垪和氏           | 垪和氏           | 垪和氏           | 垪和氏           | 垪和氏           | 垪和氏           |  |  |          |          |          |          |          |          |  |  |          |          |          |          |          |          |  |  | 京都竹内家 | 京都竹内家 | 京都竹内家 | 京都竹内家 | 京都竹内家 | 京都竹内家 |  |  |          |          |          |          |          |          |  |  |  |  |  |  |  |  |  |  |  |  |  |  |  |  |  |  |  |  |  |  |  |  |
|          |          |          |          |          |          |  |  |                  |                  |                  |                  |                  |                  |  |  |          |          |          |          |          |          |  |  |          |          |          |          |          |          |  |  | 竹内重治   |            |            |            |            |            |  |  |          |          |          |          |          |          |  |  |  |  |  |  |  |  |  |  |  |  |  |  |  |  |  |  |  |  |  |  |  |  |
|          |          |          |          |          |          |  |  |                  |                  |                  |                  |                  |                  |  |  |          |          |          |          |          |          |  |  |          |          |          |          |          |          |  |  |            |            |            |            |            |            |  |  |          |          |          |          |          |          |  |  |  |  |  |  |  |  |  |  |  |  |  |  |  |  |  |  |  |  |  |  |  |  |
|          |          |          |          |          |          |  |  |                  |                  |                  |                  |                  |                  |  |  |          |          |          |          |          |          |  |  |          |          |          |          |          |          |  |  |            |            |            |            |            |            |  |  |          |          |          |          |          |          |  |  |  |  |  |  |  |  |  |  |  |  |  |  |  |  |  |  |  |  |  |  |  |  |
|          |          |          |          |          |          |  |  |                  |                  |                  |                  |                  |                  |  |  | 竹内為治 | 竹内為治 | 竹内為治 | 竹内為治 | 竹内為治 | 竹内為治 |  |  |          |          |          |          |          |          |  |  | 竹内豊治   | 竹内豊治   | 竹内豊治   | 竹内豊治   | 竹内豊治   | 竹内豊治   |  |  |          |          |          |          |          |          |  |  |  |  |  |  |  |  |  |  |  |  |  |  |  |  |  |  |  |  |  |  |  |  |
|          |          |          |          |          |          |  |  |                  |                  |                  |                  |                  |                  |  |  | 竹内為治 | 竹内為治 | 竹内為治 | 竹内為治 | 竹内為治 | 竹内為治 |  |  |          |          |          |          |          |          |  |  | 竹内豊治   | 竹内豊治   | 竹内豊治   | 竹内豊治   | 竹内豊治   | 竹内豊治   |  |  |          |          |          |          |          |          |  |  |  |  |  |  |  |  |  |  |  |  |  |  |  |  |  |  |  |  |  |  |  |  |
|          |          |          |          |          |          |  |  |                  |                  |                  |                  |                  |                  |  |  |          |          |          |          |          |          |  |  |          |          |          |          |          |          |  |  |            |            |            |            |            |            |  |  |          |          |          |          |          |          |  |  |  |  |  |  |  |  |  |  |  |  |  |  |  |  |  |  |  |  |  |  |  |  |
|          |          |          |          |          |          |  |  |                  |                  |                  |                  |                  |                  |  |  | 竹内為縁 | 竹内為縁 | 竹内為縁 | 竹内為縁 | 竹内為縁 | 竹内為縁 |  |  | 為就     | 為就     | 為就     | 為就     | 為就     | 為就     |  |  | 竹内基治   | 竹内基治   | 竹内基治   | 竹内基治   | 竹内基治   | 竹内基治   |  |  | 竹内幸治 | 竹内幸治 | 竹内幸治 | 竹内幸治 | 竹内幸治 | 竹内幸治 |  |  |  |  |  |  |  |  |  |  |  |  |  |  |  |  |  |  |  |  |  |  |  |  |
|          |          |          |          |          |          |  |  |                  |                  |                  |                  |                  |                  |  |  | 竹内為縁 | 竹内為縁 | 竹内為縁 | 竹内為縁 | 竹内為縁 | 竹内為縁 |  |  | 為就     | 為就     | 為就     | 為就     | 為就     | 為就     |  |  | 竹内基治   | 竹内基治   | 竹内基治   | 竹内基治   | 竹内基治   | 竹内基治   |  |  | 竹内幸治 | 竹内幸治 | 竹内幸治 | 竹内幸治 | 竹内幸治 | 竹内幸治 |  |  |  |  |  |  |  |  |  |  |  |  |  |  |  |  |  |  |  |  |  |  |  |  |
|          |          |          |          |          |          |  |  |                  |                  |                  |                  |                  |                  |  |  |          |          |          |          |          |          |  |  |          |          |          |          |          |          |  |  |            |            |            |            |            |            |  |  |          |          |          |          |          |          |  |  |  |  |  |  |  |  |  |  |  |  |  |  |  |  |  |  |  |  |  |  |  |  |
|          |          |          |          |          |          |  |  | 垪和（竹内）為長 | 垪和（竹内）為長 | 垪和（竹内）為長 | 垪和（竹内）為長 | 垪和（竹内）為長 | 垪和（竹内）為長 |  |  |          |          |          |          |          |          |  |  | 杉山為就 | 杉山為就 | 杉山為就 | 杉山為就 | 杉山為就 | 杉山為就 |  |  | 京都竹内家 | 京都竹内家 | 京都竹内家 | 京都竹内家 | 京都竹内家 | 京都竹内家 |  |  | 竹内久幸 | 竹内久幸 | 竹内久幸 | 竹内久幸 | 竹内久幸 | 竹内久幸 |  |  |  |  |  |  |  |  |  |  |  |  |  |  |  |  |  |  |  |  |  |  |  |  |
|          |          |          |          |          |          |  |  | 垪和（竹内）為長 | 垪和（竹内）為長 | 垪和（竹内）為長 | 垪和（竹内）為長 | 垪和（竹内）為長 | 垪和（竹内）為長 |  |  |          |          |          |          |          |          |  |  | 杉山為就 | 杉山為就 | 杉山為就 | 杉山為就 | 杉山為就 | 杉山為就 |  |  | 京都竹内家 | 京都竹内家 | 京都竹内家 | 京都竹内家 | 京都竹内家 | 京都竹内家 |  |  | 竹内久幸 | 竹内久幸 | 竹内久幸 | 竹内久幸 | 竹内久幸 | 竹内久幸 |  |  |  |  |  |  |  |  |  |  |  |  |  |  |  |  |  |  |  |  |  |  |  |  |
|          |          |          |          |          |          |  |  |                  |                  |                  |                  |                  |                  |  |  |          |          |          |          |          |          |  |  |          |          |          |          |          |          |  |  |            |            |            |            |            |            |  |  |          |          |          |          |          |          |  |  |  |  |  |  |  |  |  |  |  |  |  |  |  |  |  |  |  |  |  |  |  |  |
| 竹内為能 | 竹内為能 | 竹内為能 | 竹内為能 | 竹内為能 | 竹内為能 |  |  | 竹内為信         | 竹内為信         | 竹内為信         | 竹内為信         | 竹内為信         | 竹内為信         |  |  | 宗四郎   | 宗四郎   | 宗四郎   | 宗四郎   | 宗四郎   | 宗四郎   |  |  | 杉山為且 | 杉山為且 | 杉山為且 | 杉山為且 | 杉山為且 | 杉山為且 |  |  | 杉山為政   | 杉山為政   | 杉山為政   | 杉山為政   | 杉山為政   | 杉山為政   |  |  | 竹内久盛 | 竹内久盛 | 竹内久盛 | 竹内久盛 | 竹内久盛 | 竹内久盛 |  |  |  |  |  |  |  |  |  |  |  |  |  |  |  |  |  |  |  |  |  |  |  |  |

## 備中垪和氏
備中に中世に美作垪和氏から派生したと思われる垪和氏がおり、本宗が垪和の名字を失ったのと異なり、その名字を保った。中島元行が自身の経験に基づいて記した『中国兵乱記』に垪和氏が伊勢、清水、祢屋氏などと度々協同して行動したことが記されている（中島氏は元は幕臣二階堂氏で足利義稙の指示で備中に下向、土着した氏族である）。
浅尾藩士として仕え、明治時代に東京府勧業課に勤めた垪和為継、その子である化学者の垪和為昌がいる。

## 垪和氏（後北条氏臣下）
後北条氏政権で評定衆、奉行人など重職を勤め、領地も千貫を越える大身であった垪和氏がおり、又太郎を幼名とする興国寺城城主を務めた垪和氏続の系統の他に、垪和康忠らがいた。
この垪和氏は、水戸藩藩士の経歴を記す『水府系纂』に「垪和善七勝植、姓は源、其先美作国垪和郷に住するを以て氏とす。祖父を伊予守信次と云、小田原北条家に属し駿州興国寺の城主なり。父を左兵衛信之と云、小田原没落の後、秀吉召して千石を賜ふ。勝植は神君に仕へ元和元年威公に奉仕、二百石を賜ふ」とあるように美作垪和氏が出自であり、同じ後北条氏重臣の松田氏、遠山氏、大道寺氏、大和氏らと同様に、中国地方から伊勢盛時（北条早雲）とともに下向したものと思われる。この、小田原北条氏創業時に一緒に下ったそれぞれの氏族の子孫は、北条氏家中で重職を務めるなど重用されていた。
これに対して、近年北条氏の研究者である黒田基樹は元々堀越公方の奉公衆で堀越公方の滅亡後に盛時に従って駿東郡の一部を与えられたか、一旦駿東郡の国衆化して今川氏に従属していたものが河東一乱において北条氏に味方したために今川氏に追われて関東に逃れて北条氏の家臣になったとする説を唱え、今川氏の研究者である大石泰史も河東一乱の際に今川氏から北条氏に離反したとする説を唱えている。これらの説は垪和氏が最初から北条氏の家臣だったわけではなく、北条氏とは同盟者的存在であったものが北条氏に味方したために所領を失った結果として家臣化した経緯のために重んじられたとする見方となる。
垪和康忠の子孫は尾張藩士となった。